# Suddenly (película de 1954)
Suddenly (conocida en español como De repente, Repentinamente y Sucedió en Suddenly en España; Conciencias negras en México y Argentina; y Yo aprendí a matar en Argentina) es una película estadounidense dirigida por Lewis Allen en 1954. Está interpretada por Frank Sinatra, Sterling Hayden, James Gleason y Nancy Gates.

## Sinopsis
Una tranquila tarde llegan a Suddenly tres asesinos a sueldo con el propósito de matar al presidente de los Estados Unidos, que ese mismo día debe pasar por la localidad en un tren especial. Para conseguir llevar a cabo el magnicidio, el cabecilla del grupo, John Baron, un tipo que se jacta de haber matado a un puñado de alemanes durante la Segunda Guerra Mundial y haber conseguido una medalla por ello, y sus adláteres Benny Conklin y Bart Wheeler, los cuales no las tienen todas consigo, se hacen pasar por agentes del FBI para inspeccionar una casa situada en una colina, donde vive la familia Benson: el abuelo Pop, su nuera Ellen, viuda de su hijo, muerto durante la pasada guerra, y su nieto “Pidge”. La casa tiene vistas a la estación, por lo que resulta ideal para disparar con un rifle desde ella.
Pero el plan se complica cuando el sheriff Tod Shaw, que pretende a Ellen, llega a la casa acompañado de un agente especial, antiguo subordinado de Pop Benson, para asegurarse de que todo marcha bien. El agente es asesinado y el sheriff es herido en un brazo, quedando retenido junto a los Benson. La tensión va creciendo en espera del tren presidencial.